# Xiaixkotan
Xiaixkotan (en rus: Шиашкотан; en japonès: 捨子古丹島; Shasukotan-tō) és una illa volcànica deshabitada de les illes Kurils, al mar d'Okhotsk, al nord-oest de l'oceà Pacífic. L'estret d'Ekarma la separa d'Ekarma.

## Geografia
Xiaixkotan està formada per dues illes volcàniques unides entre si per un istme. L'illa fa 25 quilòmetres de llargada, amb una amplada que oscil·la entre els 9 quilòmetres, en el seu punt més ample, i 900 metres en el seu punt més estret. La seva superfície és de 122 km². Els dos extrems de l'illa són dos estratovolcans complexos: el Sinarka, al nord, s'eleva fins a 934 msnm, sent el punt més alt de l'illa i amb erupcions el 1825, 1846, 1855 i de 1872 a 1878; i el Kuntomintar, que ocupa l'extrem sud de l'illa, de 828 msnm, sense cap activitat volcànica coneguda en temps històrics.

## Història
L'illa estava habitada pels ainus en el moment del contacte europeu. Els habitants subsistien de la pesca i la caça. L'illa apareix en un mapa oficial que mostra els territoris del Clan Matsumae, un domini feudal del Japó del període Edo datat el 1644, i aquestes possessions van ser confirmades oficialment pel shogunat Tokugawa el 1715. El 1855 la sobirania russa va ser reconeguda pel Tractat de Shimoda. Durant una erupció de 1872, les autoritats russes van documentar la mort de 13 habitants; tanmateix, quan l'illa va ser transferida a l'Imperi del Japó pel Tractat de Sant Petersburg (1875) juntament amb la resta de les illes Kurils, no hi va quedar cap habitant ja que s'havien traslladat a Kamtxatka. Després de la Segona Guerra Mundial l'illa va quedar sota el control de la Unió Soviètica, i ara està administrada com a part de l'oblast de Sakhalin de la Federació Russa.